# Армянская улица (Львов)
Армя́нская у́лица — улица в Галицком районе Львова, в исторической части города, одна из старейших. Начинается от Театральной улицы и тянется в восточном направлении, оканчиваясь тупиком. Проезд по Армянской улице с 1990-х годов перекрыт. Застройка улицы представлена стилями ренессанс, барокко, классицизм.

## Названия
- Пекарская улица — с XV века; здесь селились пекари.
- Академическая или Университетская улица — с конца XVIII века, так как недалеко было здание университета.
- Улица Дедушицких — со второй половины XIX века, в честь аристократического рода, представитель которого Владимир Дедушицкий основал музей природоведения.
- Армянская улица — с конца XIX века.
- Бюргерштрассе и Вельфенштрасе (разные части улицы) — во время немецкой оккупации.
- Вновь Армянская улица — с 1944 года.

## История
Начиная со средневековья Армянская улица была центром армянской общины Львова, здесь селились представители общины, действовали религиозные и другие общинные учреждения.
На углу Армянской и Краковской, на месте разобранных в 1920-х годах двух зданий, в 1943 году проводились расстрелы оккупационными немецкими властями; после войны здесь была устроена спортивная площадка, впоследствии — детская площадка.

## Примечательные здания
- № 2 в начале XX века занимали украинское музыкальное общество «Львовский боян» и Высший музыкальный институт, которым руководил композитор и общественный деятель Анатоль Вахнянин. В польский период здание занимал рабочий спортивный клуб профсоюза трамвайщиков и металлистов.
- № 7 — Армянский собор, монастырь армянских бенедиктинок, дом армянского архиепископа; с 2000-х годов также художественная галерея «Зелена канапа».
- № 14 — в 1840—1862 годах здесь жил галицко-русский историк Денис Зубрицкий, автор «Хроник города Львова», этот дом был его собственностью. Ныне это жилой дом.
- № 19 кофейня «Армянка», основанная в 1979 году; в 1980-х годах была местом сбора львовских неформалов, в частности, хиппи и богемы.
- № 20 был сооружен в XVI веке архитектором Петром Итальянцем в ренессансном стиле; возле здания установлен памятник изобретателю керосиновой лампы, львовскому аптекарю Игнатию Лукасевичу.
- № 23, «Дом времён года». Фасад дома имеет скульптурный декор, выполненный скульптором Гавриилом Красуцким. Рельеф аллегорически изображает четыре времени года с соответствующими цитатами из Вергилия и изображение Сатурна. С советского времени здание занимает учебный корпус Института прикладного и декоративного искусства (ныне — Львовской национальной академии искусств).
- № 27 — с советского времени отделение Института подготовки кадров промышленности.
- № 28 — в 1950—1960-х было общежитие № 1 Института прикладного искусства.
- № 33 — с 2006 года арт-галерея.
- № 35 — келии Доминиканского монастыря, в советское время — бакалейный склад, затем книжный склад, с 1996 г. — культурно-художественный центр «Дзыга».

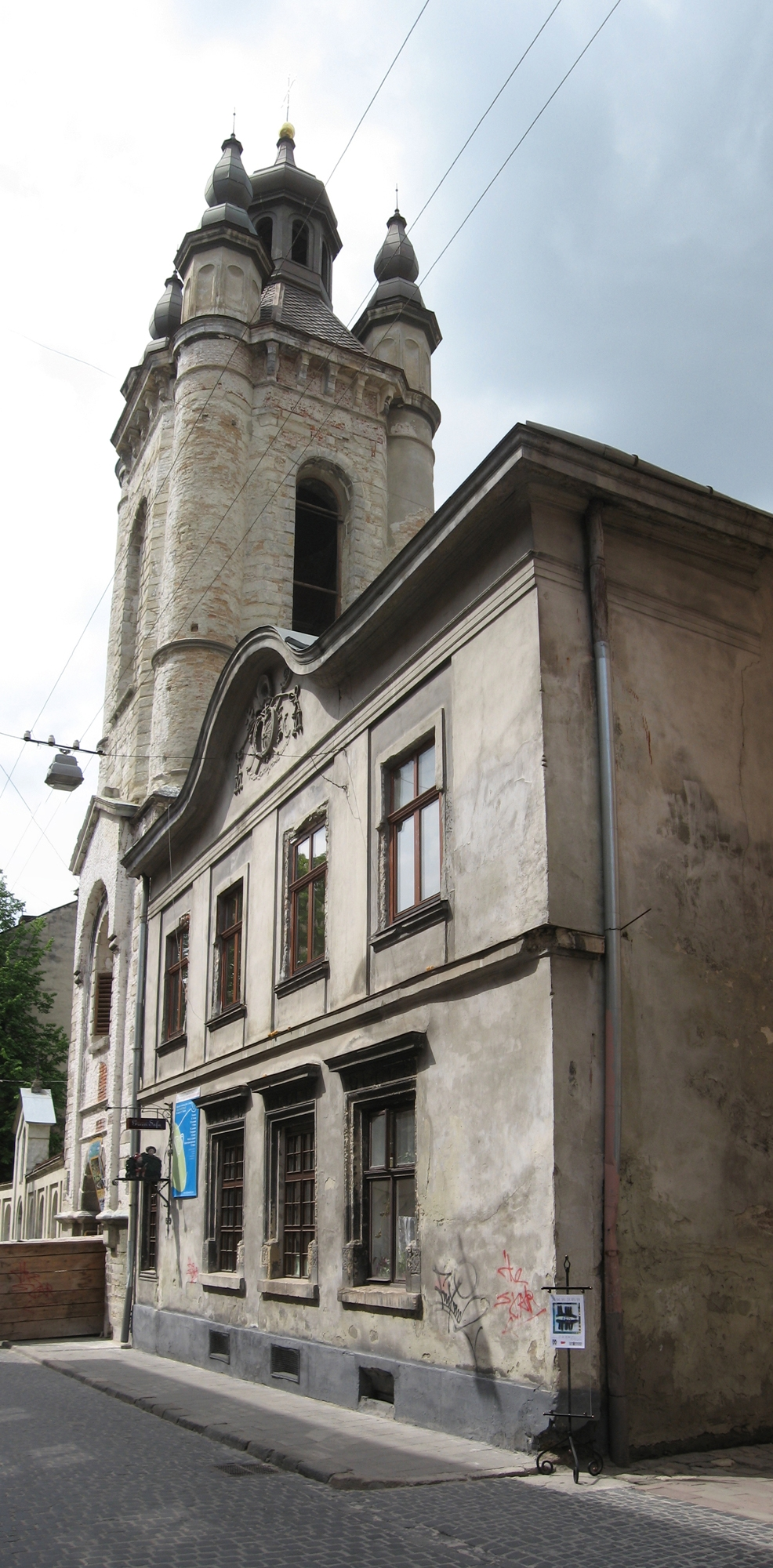
Колокольня Армянского собора и бывший дворец армянского архиепископа
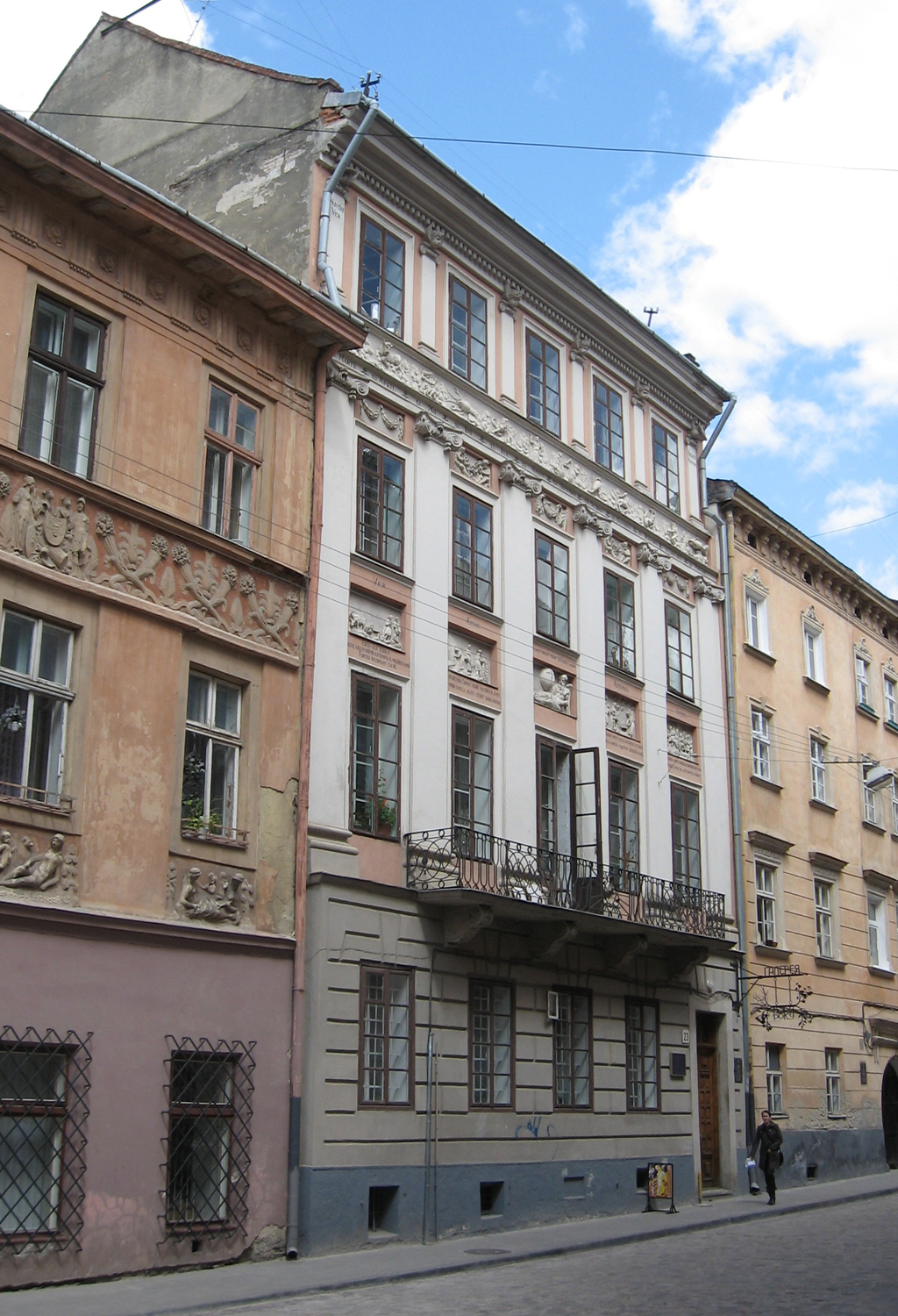
«Дом времён года», ныне здание Львовской национальной академии искусств
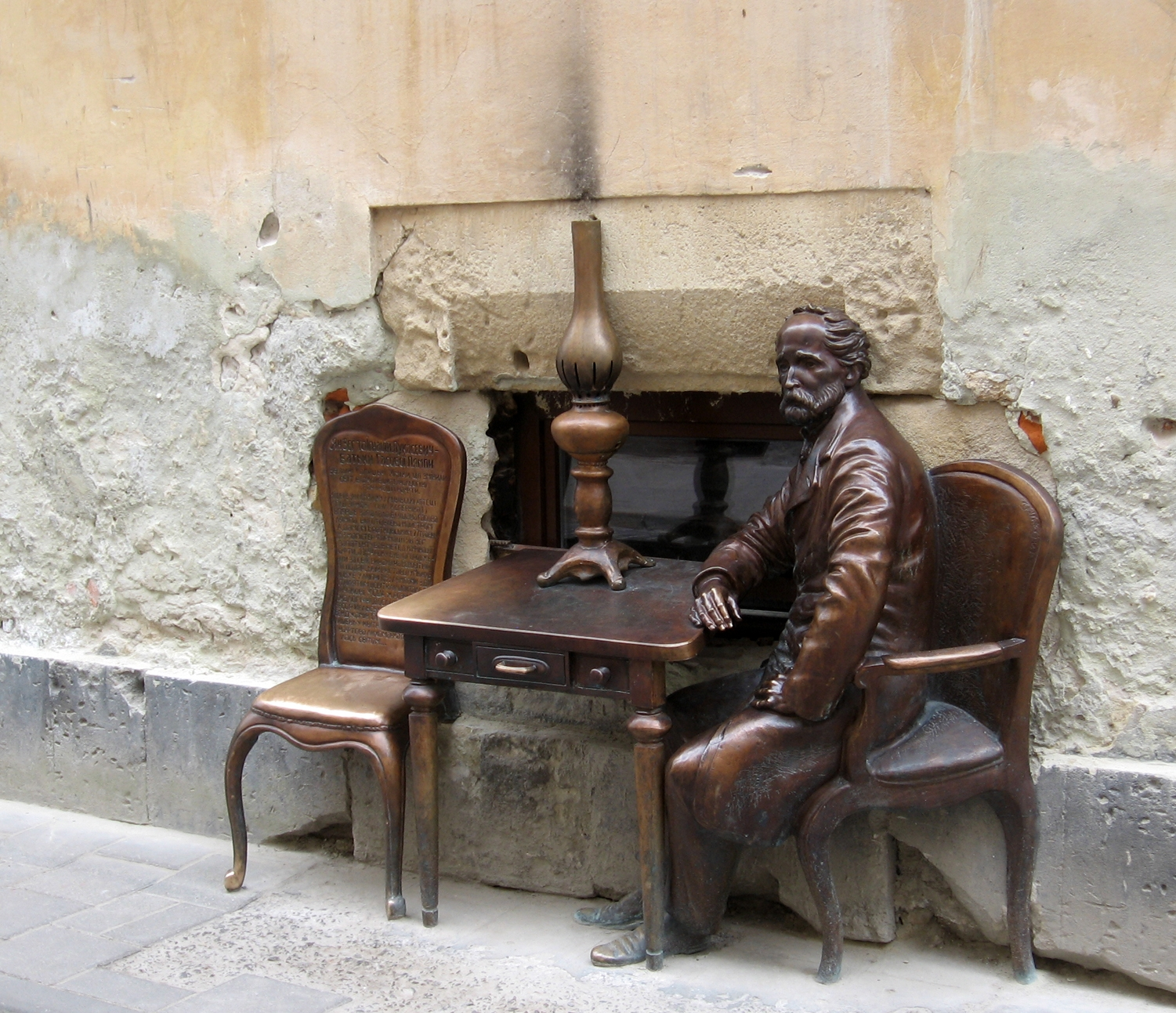
Памятник изобретателю керосиновой лампы Игнатию Лукасевичу
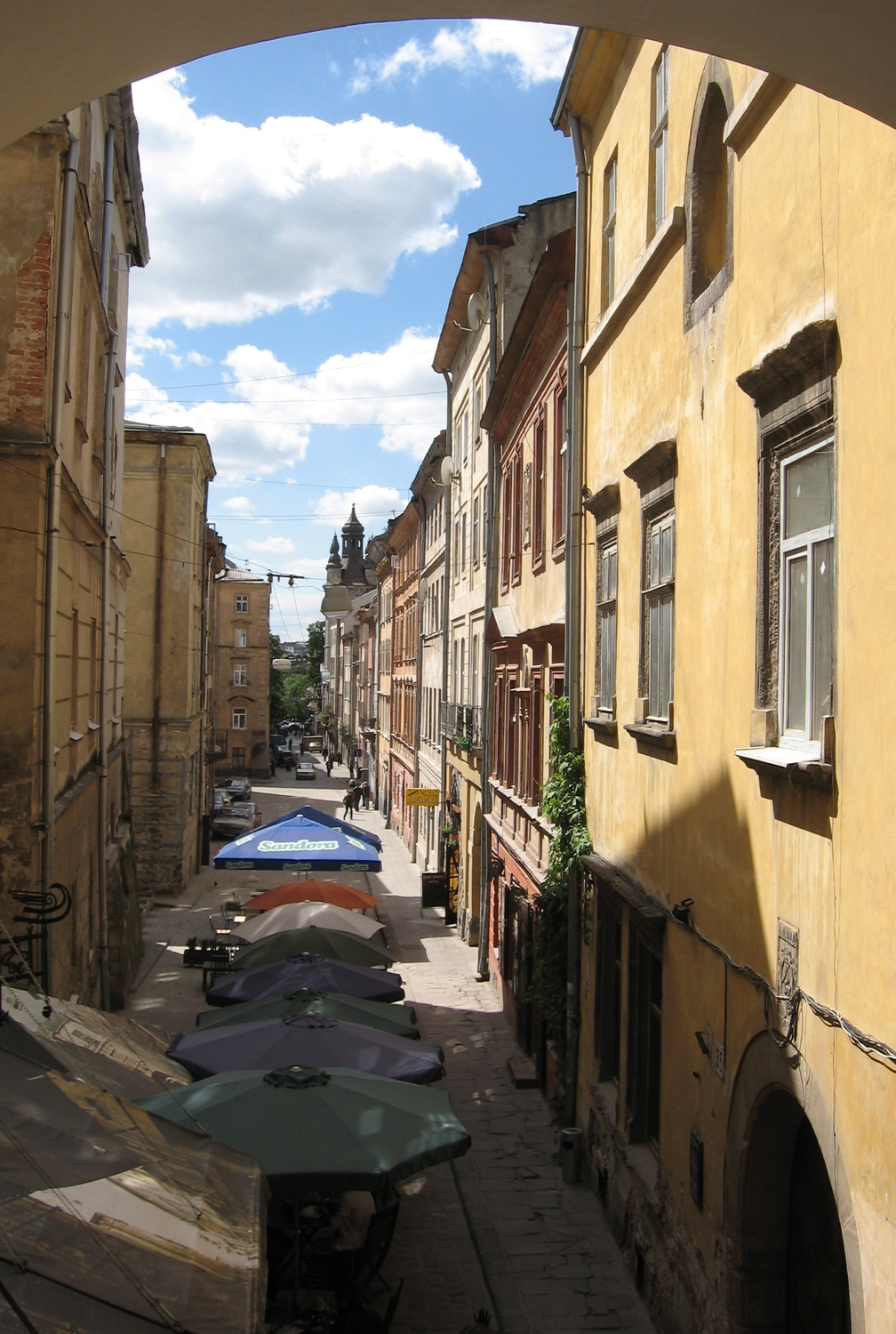
Вид на улицу Армянскую